# Das gefährliche Alter
Das gefährliche Alter ist ein deutsches Stummfilmdrama von 1927 unter der Regie von Eugen Illés mit Asta Nielsen in der Hauptrolle. Der Film basiert auf dem gleichnamigen, 1910 erschienenen Buch von Karin Michaëlis.

## Handlung
Wie in vielen ihrer späten Stummfilmen verkörperte Asta Nielsen auch hier eine Dame fortgeschrittenen Alters, die von Vereinsamung und altersbedingter Unsicherheit geprägt ist und das Gefühl hat, dass das Leben an ihr vorbeigerauscht ist: Elsie Lindtner führt seit nahezu zwei Jahrzehnten eine in ruhigen Bahnen verlaufende Ehe mit dem angesehenen Hochschulprofessor Richard Lindtner. Doch sie spürt eine innere Leere – die Angst, dass dies schon alles gewesen sein soll. Sie lechzt nach einem Ausweg aus den eingefahrenen Gleisen, sucht nach einem Sinn für ihre verbleibenden Lebensjahre, nach einem neuen Lebenskick. Und sie hat enorme Angst vor dem Altern. Da begegnet ihr eines Tages ein deutlich jüngerer Schüler ihres Mannes, der Student Jürgen Malthe. Sie sieht in ihm alles, wonach sie sich sehnt: Jugend, Frische und Abenteuer! Er wird für sie zur Vorlage für ein neues Leben.
Und so lässt sich Elsie Lindtner, die Frau im gefährlichen Alter, in dem man glaubt, nicht mehr allzu viel verlieren zu können, auf das Wagnis ein: das Wagnis einer Affäre. Der junge Mann tut ihr gut, er ist wie ein Jungbrunnen, auch wenn Elsie stets diese kleine Art der Flucht ihrer diversen Altersgenossinnen zu jüngeren Männern, diese etwas abgeschmackte Liebschaft auf Zeit, missbilligt hat. Elsies Torschlusspanik heißt: Noch einmal einen Versuch auf Liebesglück zu wagen, ehe es endgültig zu spät dafür ist. Da auch Jürgen für sie entflammt, erscheint ihr dieses Wagnis gerechtfertigt, doch muss Elsie sich bald eingestehen, dass Jugend allein kein Garant für Glücksgefühle ist. Vielmehr zeigt sich, dass der Altersunterschied beider vorübergehend Liebenden und die damit zusammenhängenden Folgen zu gravierend sind, als dass sich darauf eine dauerhafte Beziehung aufbauen ließe. Obwohl Elsie ihn zurückstößt, lässt Jürgen in seinem Liebesbemühen nicht locker. Beide kommen wieder zusammen, doch erst als Elsie die schwärmerische Liebe von Jürgens Kommilitonin Magda Rothe zu dem jungen Mann beobachtet, weiß sie genau: ihre Beziehung zu Jürgen wird keine Zukunft haben. Spätestens wenn der erste Liebesrausch verflogen ist, wird die Illusion von neuem Glück im Alter wie eine Seifenblase platzen.
Elsie geht endgültig fort, fort von Jürgen, fort vom Glauben an einen Neubeginn, der ihr Alter vergessen machen wird, und auch fort von ihrem alten Leben. Sie zieht sich als Eremitin in ihr Haus am Meer zurück. Bis eines Tages dann ihr Ex-Mann erscheint und sie in seinem Verhalten erkennt, wie viel Liebe noch in ihm steckt. Er reicht ihr in jeder Hinsicht die Hand, ist treusorgend und liebevoll, und Elsie gesteht sich ein, dass es ein grober Fehler war, diese alte Vertrautheit und liebgewordene Gewohnheit eines abenteuerlichen Flirts zuliebe gering geschätzt und schlussendlich fortgeworfen zu haben. Professor Lindtner hat seiner Frau jedoch längst verziehen, und Elsie ist ihm dankbar dafür, dass er sie unter diesen Umständen zu sich zurückholen möchte. Elsie, die Frau im gefährlichen Alter, weiß jetzt, was sie an ihrem Göttergatten hat und kehrt in sein Leben zurück.

## Produktionsnotizen
Das gefährliche Alter entstand im Frühherbst 1927 und war Asta Nielsens letzter Stummfilm. Der Film passierte die Zensur am 24. Oktober 1927, erhielt Jugendverbot und wurde am 17. November 1927 im Ufa-Palast am Zoo uraufgeführt. Die dänische Premiere war am 17. Januar 1928, die österreichische am 22. Juni 1928. Der Film besaß sechs Akte und war 2598 Meter lang.

## Kritiken
In der Österreichischen Film-Zeitung vom 21. April 1928 war über Das gefährliche Alter auf Seite 26 zu lesen: „Ein interessanter, fesselnder Film, der den großen Reiz hat, daß die Gestalten des so überaus erfolgreichen Buches Leben gewonnen haben und einem menschlich nahe treten. Die ausgezeichnete Darstellung aller Mitspielenden erhöhen natürlich die Wirkung des aktuellen Stoffes.“
Paimann’s Filmlisten führte aus: „Ein Sujet, das von der künstlerischen Höhe seines Vorwurfes Zeugnis ablegt, dessen psychologische Konflikte man meist recht geschickt visuell umgearbeitet oder durch ähnliche ersetzt. Asta Nielsen ist ihrer Rolle nichts schuldig geblieben, geht aber in der ihr in letzter Zeit oft konstatierbaren Selbstverleugnung vielleicht ein bischen [sic] zu weit. Die Paudler hat wieder einmal eine dankbare Aufgabe, wie auch alle Männer sehr gut gebracht sind. Schließlich ist noch eine soignante Regie, sowie saubere Aufmachung und Photographie zu verzeichnen. — Gesamtqualifikation: über dem Durchschnitt.“
Wiens Neue Freie Presse schrieb: „Für die Verfilmung dieses Buches, das einstmals so viel Staub aufgewirbelt, so viel Widerspruch geweckt und letzten Endes doch so viel Wahres festgestellt und mit tapferem Freimut einbekannt hat, wird nun ganz großes Können aufgeboten, ausschließlich bewährte Kraft ins Treffen geführt. […] Asta Nielsen, das ist das Leitmotiv in Moll — düster, ernst, schicksalhaft. Am schönsten, am eindrucksvollsten wirkend in der großen Aufmachung gesellschaftlich modischer Eleganz. […] Die dicke Köchin der Lucie Höflich ist eine drastische Buffonummer. Walter Rilla ein ausgezeichneter, jugendlicher Gegenspieler der femme de quarante ans, macht vieles Seltsame begreiflich. […] Sehr fein das liebevolle Eingehen der Regie auf illustrative Einzelheiten, wie beispielsweise in der Theatergarderobe. Der ganze Film eine interessante Sache, fesselnd durch die außerordentlich lebendige Darstellung, durch die Polemik des Sujets und durch dessen geschickte filmtechnische Verwertung.“